# シュネーベルク線 (アプト式鉄道)
シュネーベルク線（ドイツ語：Schneebergbahn）は、シュネーベルク鉄道の鉄道線の名称である。路線番号は523。なお、本頁においては、アプト式鉄道として運行される区間のみを扱い、鉄道線については522号線の頁にて記載する。

## 運行形態
夏季のみ、一日5往復の運行。冬季は運休する。また、夏季の休日のみ、2週間間隔で、蒸気機関車が1往復運行される。
2021,2022年度は一日4往復運行していた。また、2022年度以前は蒸気機関車が夏季に毎週運行していた。

## 駅一覧
以下では、オーストリア国鉄523号線の駅と営業キロ、停車列車、接続路線などを一覧表で示す。
| 路線名 | 駅名                               | 駅間営業キロ | 累計営業キロ | 接続路線 | 所在地                   | 所在地             |
| ------ | ---------------------------------- | ------------ | ------------ | -------- | ------------------------ | ------------------ |
| 523    | プフベルク・アム・シュネーベルク駅 | -            | 0.0          | 522号線  | ニーダーエスターライヒ州 | ノインキルヒェン郡 |
| 523    | ヘンクシュッタル駅                 | 1.2          | 1.2          |          | ニーダーエスターライヒ州 | ノインキルヒェン郡 |
| 523    | ヘンクシュトヒュッテ駅             | 3.3          | 4.5          |          | ニーダーエスターライヒ州 | ノインキルヒェン郡 |
| 523    | バウムガートナー駅                 | 2.9          | 7.4          |          | ニーダーエスターライヒ州 | ノインキルヒェン郡 |
| 523    | ホホシュネーベルク・山上駅         | 2.3          | 9.7          |          | ニーダーエスターライヒ州 | ノインキルヒェン郡 |